# Microlophus bivittatus
La Lagartija de lava de San Cristóbal (Microlophus bivittatus) es una especie de lagarto de lava endémico de la isla de San Cristóbal, en el islas Galápagos. La especie se asigna comúnmente al género Microlophus pero ha sido atribuida al género Tropidurus.